# 吕尧臣
吕尧臣（1940年12月—），江苏宜兴人，紫砂壶名家，中国工艺美术大师。

## 生平
吕尧臣出生于宜兴高塍镇。1958年进入宜兴紫砂工艺厂，师从知名紫砂艺人吴云根，并得到过朱可心、顾景舟等名家指点。1993年，获颁第三届“中国工艺美术大师”称号。1996年，其个人作品集《尧臣陶艺》在马来西亚出版。2003年，出任古装电视剧《紫玉金砂》壶艺总监。2005年，《尧臣壶传》由上海文艺出版社出版。2012年，当选国家级非物质文化遗产“宜兴紫砂陶制作技艺”代表性传承人，并获“中华非物质文化遗产传承人薪传奖”。2016年，入选第三届“亚太地区手工艺大师”。2017年，受聘为中国艺术研究院紫砂研究院学术顾问。
吕尧臣长子吕俊庆、次子吕俊杰、长媳毛春英（毛毛）等皆继承家业，从事紫砂陶艺事业。其中吕俊杰为2022年第八届中国工艺美术大师。吕尧臣的其他弟子还包括蒋小彦、高俊、吴群祥、刘建平等。